# بنجرماسين
بنجرماسين (بالإندونيسية: Banjarmasin) هي عاصمة كليمنتان الجنوبية، إندونيسيا. وهي تقع على جزيرة بالقرب من تقاطع دلتا نهري باريتو ومارتابورا. نتيجة لذلك، تسمى بنجرماسين أحيانا «مدينة النهر». كان عدد سكانها 625,395 نسمة في تعداد عام 2010.

## المناخ
يظهر الجدول التالي التغييرات المناخية على مدار السنة لبنجرماسين:
| البيانات المناخية لـبنجرماسين                                                       | البيانات المناخية لـبنجرماسين | البيانات المناخية لـبنجرماسين | البيانات المناخية لـبنجرماسين | البيانات المناخية لـبنجرماسين | البيانات المناخية لـبنجرماسين | البيانات المناخية لـبنجرماسين | البيانات المناخية لـبنجرماسين | البيانات المناخية لـبنجرماسين | البيانات المناخية لـبنجرماسين | البيانات المناخية لـبنجرماسين | البيانات المناخية لـبنجرماسين | البيانات المناخية لـبنجرماسين | البيانات المناخية لـبنجرماسين |
| الشهر                                                                               | يناير                         | فبراير                        | مارس                          | أبريل                         | مايو                          | يونيو                         | يوليو                         | أغسطس                         | سبتمبر                        | أكتوبر                        | نوفمبر                        | ديسمبر                        | المعدل السنوي                 |
| ----------------------------------------------------------------------------------- | ----------------------------- | ----------------------------- | ----------------------------- | ----------------------------- | ----------------------------- | ----------------------------- | ----------------------------- | ----------------------------- | ----------------------------- | ----------------------------- | ----------------------------- | ----------------------------- | ----------------------------- |
| متوسط درجة الحرارة الكبرى °م (°ف)                                                   | 29 (85)                       | 29 (85)                       | 30 (86)                       | 31 (87)                       | 31 (88)                       | 31 (87)                       | 31 (87)                       | 31 (88)                       | 31 (88)                       | 31 (88)                       | 31 (87)                       | 29 (85)                       | 31 (87)                       |
| متوسط درجة الحرارة الصغرى °م (°ف)                                                   | 25 (77)                       | 25 (77)                       | 24 (76)                       | 26 (78)                       | 26 (78)                       | 25 (77)                       | 24 (75)                       | 24 (75)                       | 24 (75)                       | 25 (77)                       | 25 (77)                       | 24 (76)                       | 24 (76)                       |
| الهطول مم (إنش)                                                                     | 350 (13.8)                    | 300 (11.8)                    | 310 (12.2)                    | 210 (8.3)                     | 200 (7.9)                     | 120 (4.7)                     | 120 (4.7)                     | 110 (4.3)                     | 130 (5.1)                     | 120 (4.7)                     | 230 (9.1)                     | 290 (11.4)                    | 2٬570 (101.2)                 |
| المصدر: http://www.weatherbase.com/weather/weather.php3?s=58669&refer=&units=metric |                               |                               |                               |                               |                               |                               |                               |                               |                               |                               |                               |                               |                               |

## أعلام
- مارسيانو نورمان
- ثيو مولر
- عبد الرحمن محمد فاخر

## وصلات خارجية
الموقع الرسمي